# Jacob Richards (Politiker)
Jacob Richards (* 1773 bei Chester, Province of Pennsylvania; † 20. Juli 1816 ebenda) war ein US-amerikanischer Politiker. Zwischen 1803 und 1809 vertrat er den Bundesstaat Pennsylvania im US-Repräsentantenhaus.

## Werdegang
Jacob Richards studierte bis 1794 an der University of Pennsylvania in Philadelphia. Nach einem anschließenden Jurastudium und seiner 1795 erfolgten Zulassung als Rechtsanwalt begann er in diesem Beruf zu arbeiten. Politisch schloss er sich der von Thomas Jefferson gegründeten Demokratisch-Republikanischen Partei an. Bei den Kongresswahlen des Jahres 1802 wurde er im ersten Wahlbezirk von Pennsylvania in das US-Repräsentantenhaus in Washington, D.C. gewählt, wo er am 4. März 1803 die Nachfolge von Michael Leib antrat. Nach zwei Wiederwahlen konnte er bis zum 3. März 1809 drei Legislaturperioden im Kongress absolvieren. Während seiner Zeit als Kongressabgeordneter wurde im Jahr 1803 durch den von Präsident Jefferson getätigten Louisiana Purchase das Staatsgebiet der Vereinigten Staaten beträchtlich erweitert. Im Jahr 1804 wurde der zwölfte Verfassungszusatz ratifiziert.
Nach dem Ende seiner Zeit im US-Repräsentantenhaus praktizierte Jacob Richards wieder als Rechtsanwalt. Außerdem wurde er Oberst der Miliz im Delaware County. Er starb am 20. Juli 1816 nahe Chester.